# Mr. Gone
| 전문가 평가                          | 전문가 평가  |
| 평가 점수                            | 평가 점수    |
| 출처                                 | 점수         |
| ------------------------------------ | ------------ |
| AllMusic                             | [ 1 ]        |
| Christgau's Record Guide             | B            |
| The Rolling Stone Jazz Record Guide  | [ 3 ]        |
| New York Daily News                  | (favourable) |
| Baltimore Sun                        | (favourable) |
| High Fidelity                        | (favourable) |
| The Penguin Guide to Jazz Recordings | [ 7 ]        |
| Jazzwise                             | (favourable) |

《Mr. Gone》은 1978년 ARC/컬럼비아 레코드에서 발매한 미국의 재즈 퓨전 밴드 웨더 리포트의 여덟 번째 스튜디오 음반이다. 이 음반은 《빌보드》 재즈 음반 차트에서 1위에 올랐다.

## 배경
그룹이 알렉스 아쿠냐의 사임 이후에도 여전히 드러머를 찾고 있었기 때문에, 외부 드러머 토니 윌리엄스와 스티브 갯이 아쿠냐의 대체자가 될 피터 어스킨과 함께 등장한다. 가수 데니스 윌리엄스와 모리스 화이트도 트랙 "그리고 나서"에 등장한다. 파스토리우스가 쓴 "펑크 재즈"는 나중에 자코 파스토리우스의 음악을 모은 사후 컴필레이션의 제목이었다.
이 음반은 《다운비트》 잡지가 그것에 별 1개 리뷰를 주었을 때 논란의 중심이 되었다. 조 자비눌은 이후 인터뷰에서 이 리뷰에 대해 격노한 반응을 계속 전달했다.

## 곡 목록
| #  | 제목                                                | 작곡                     | 재생 시간 |
| -- | --------------------------------------------------- | ------------------------ | --------- |
| 1. | 〈The Pursuit of the Woman with the Feathered Hat〉 | 조 자비눌                | 5:03      |
| 2. | 〈River People〉                                    | 자코 파스토리우스        | 4:50      |
| 3. | 〈Young and Fine〉                                  | 자비눌                   | 6:55      |
| 4. | 〈The Elders〉                                      | 웨인 쇼터                | 4:21      |
| 5. | 〈Mr. Gone〉                                        | 자비눌                   | 5:26      |
| 6. | 〈Punk Jazz〉                                       | 파스토리우스             | 5:09      |
| 7. | 〈Pinocchio〉                                       | 쇼터                     | 2:26      |
| 8. | 〈And Then〉                                        | 자비눌, 샘 게스트 (작사) | 3:22      |